# Neptunea contraria
Neptunea contraria là một left-handed loài của ốc biển, là động vật thân mềm chân bụng sống ở biển trong họ Buccinidae.

## Hình ảnh

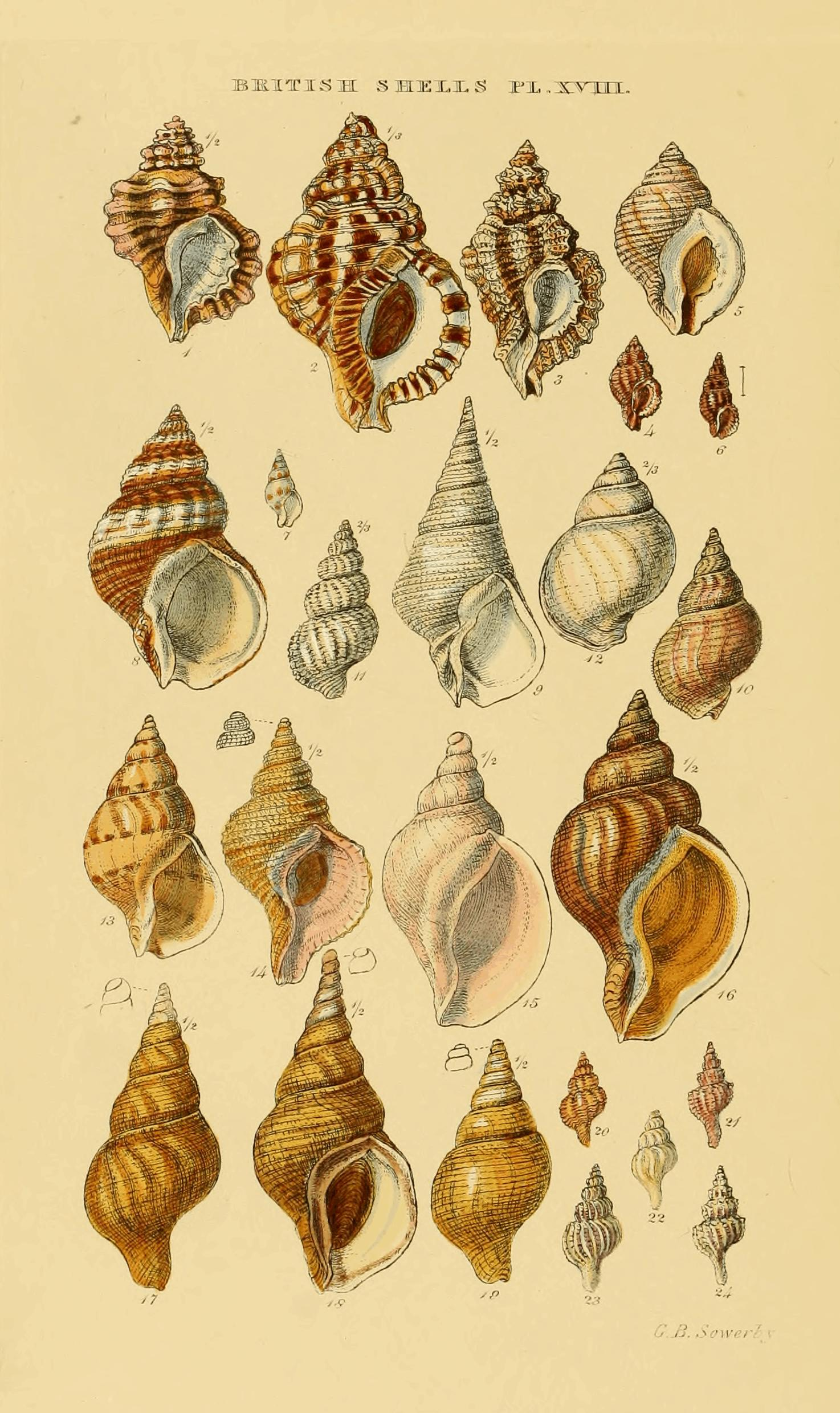
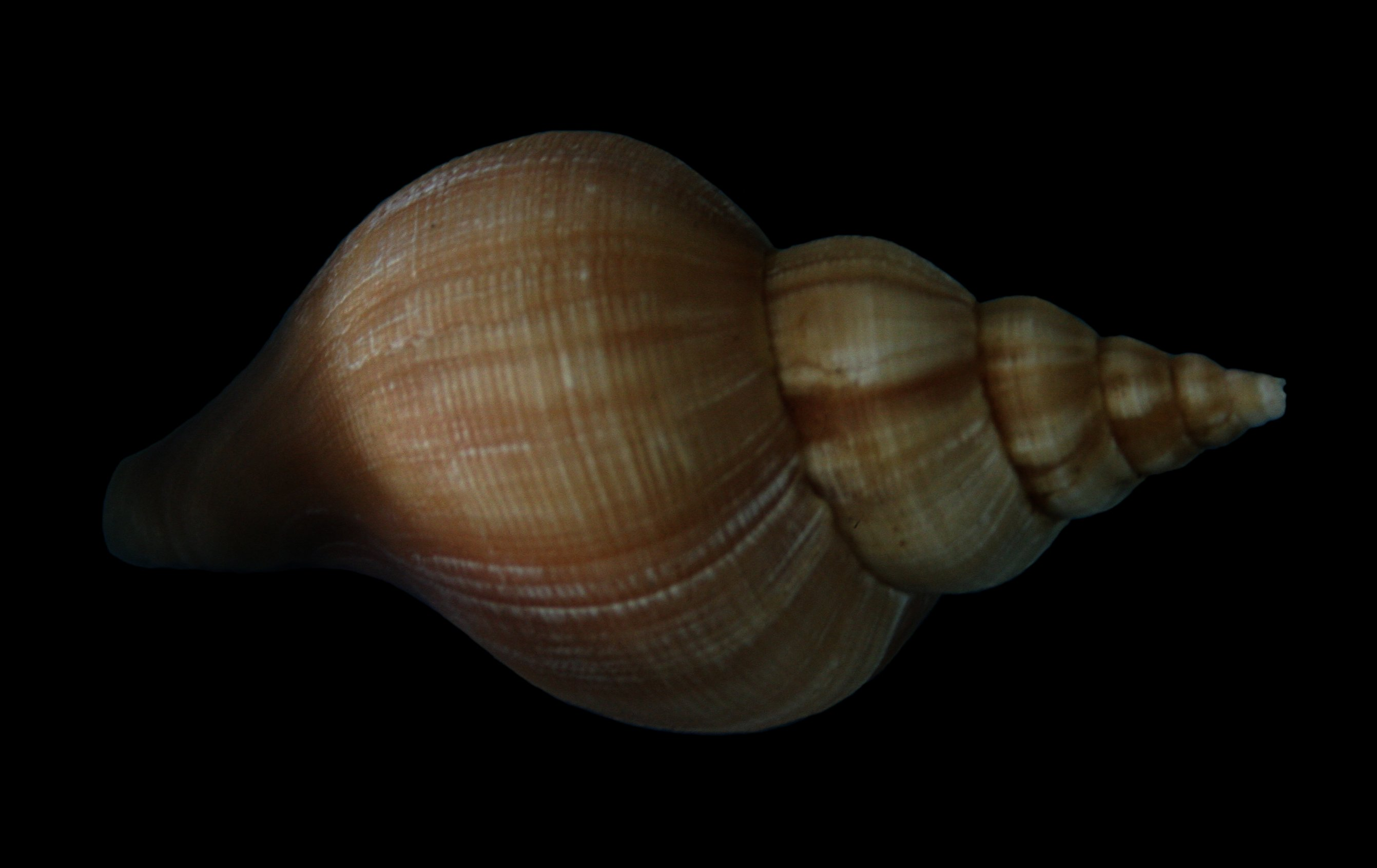
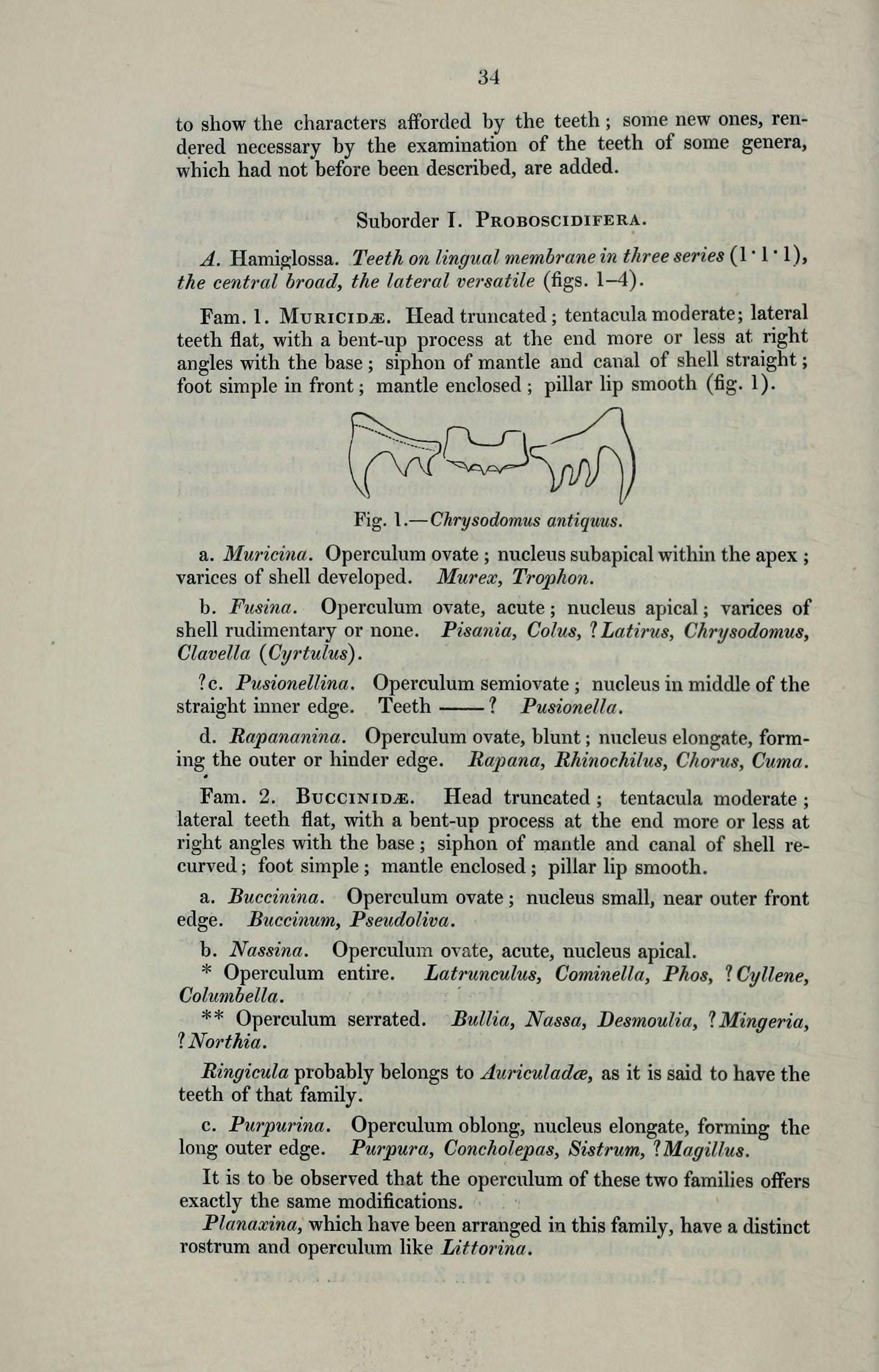